# Angelo Iachino
Angelo Iachino (Sanremo, 4. travnja 1889. – Rim, 3. prosinca 1976.) je bio talijanski admiral za vrijeme Drugog svjetskog rata.
Iachino je bio zapovjednik eskadre krstarica tijekom bitke kod rta Spartivento (1940.), a kasnije postaje zapovjednikom flote i vodi brodove Regie Marine tijekom bitke kod Matapana (1941.) i u zaljevu Sitra (1941. – 1942.)